# Angus Cloud
Conor Angus Cloud Hickey (* 10. Juli 1998 in Oakland, Kalifornien; † 31. Juli 2023 ebenda) war ein US-amerikanischer Schauspieler. Er war vor allem für seine erste Rolle als Fezco in der HBO-Serie Euphoria (2019–2022) bekannt.

## Frühes Leben
Conor Angus Cloud Hickeys familiärer Ursprung lag in Irland, wohin er vor seinem ungeplanten Karrierebeginn seinen Lebensmittelpunkt verlagern wollte. Er hatte zwei jüngere Zwillingsschwestern. In seinem Geburtsort besuchte er die Oakland School for the Arts und erlernte dort das Handwerk im Bereich Theatertechnik. Auf dieselbe Schule ging auch seine spätere Serienkollegin Zendaya. 2013 zog sich Cloud durch einen Sturz in eine Baugrube eine Kopfverletzung zu, die eine Narbe entlang der linken Kopfseite und einen nach eigener Aussage „geringfügigen Hirnschaden“ hinterließ. Als Auswirkung seiner Verletzung war sein Schauspiel von einer langsamen gedehnten Sprechweise gekennzeichnet.
2016 zog er nach New York City, wo er in Brooklyn in einem Restaurant arbeitete.

## Karriere

### Euphoria
2018 wurde er im New Yorker Stadtteil Greenwich Village auf der Straße von der Castingdirektorin der Fernsehserie Euphoria zu einem Vorsprechen eingeladen. Für seine Rolle in der Serie zog er von New York City nach Los Angeles um. Nach dem Dreh der Pilotepisode erhielt Cloud Schauspielunterricht, unter anderem in einem von Shia LaBeouf geleiteten Kurs. Er spielte in den ersten zwei Staffeln von Euphoria den Drogendealer Fezco. EJ Dickson vom Rolling Stone beschrieb die Rolle als „konventionellen Tropus düsterer Teenie-Dramen: den Drogendealer mit einem Herz aus Gold“ und urteilte: „Cloud brachte das Material aufs nächste Level, indem er Fezco, einen Mann der leisen Töne, mit schwelender Wut erfüllte, die ihn von einem Lifetime-Film-Charakter abhob.“
Weitere Auftritte hatte er in Musikvideos und in den Independentfilmen North Hollywood und The Line.

### Posthume Veröffentlichungen
Posthum ist Cloud in den drei Horrorthrillern Your Lucky Day, Freaky Tales und Abigail zu sehen, die er vor seinem Tod vollständig abgedreht hatte. Als erste posthume Veröffentlichung hatte Your Lucky Day Premiere im September 2023 beim Fantastic Fest. Drehbuchautor Daniel Brown hat ihn Cloud gewidmet, der darin als Hauptrolle einen Drogendealer, welcher einen Lottogewinner tötet, spielt. Freaky Tales wird beim Sundance Film Festival 2024 uraufgeführt. Clouds dritter posthumer Film, der Vampirthriller Abigail von Universal Pictures, erschien im April 2024. Der Film enthält in den End Credits eine Widmung an Cloud „in loving memory“.

## Tod
Eine Woche nach der Beerdigung seines Vaters starb Cloud am 31. Juli 2023 im Alter von 25 Jahren in seinem Elternhaus in Oakland. Am 21. September 2023 wurde durch die Gerichtsmedizin des Alameda County als Todesursache eine Überdosis an Kokain, Fentanyl, Methamphetamin und Benzodiazepinen bekanntgegeben.

## Filmografie

### Fernsehen
- 2019–2022: Euphoria (Fernsehserie, 16 Episoden)
- 2019: The Perfect Women (Fernsehserie, 1 Episode)

### Filme
- 2021: North Hollywood
- 2023: The Line

postum:
- 2023: Your Lucky Day
- 2024: Freaky Tales
- 2024: Abigail
- 2024: Garfield – Eine extra Portion Abenteuer (The Garfield Movie, Animationsfilm, Synchronstimme)

### Musikvideos
- 2020: All Three – Noah Cyrus
- 2022: Cigarettes – Juice WRLD
- 2022: Mamiii – Becky G und Karol G